# 宮沢橋 (広瀬川)

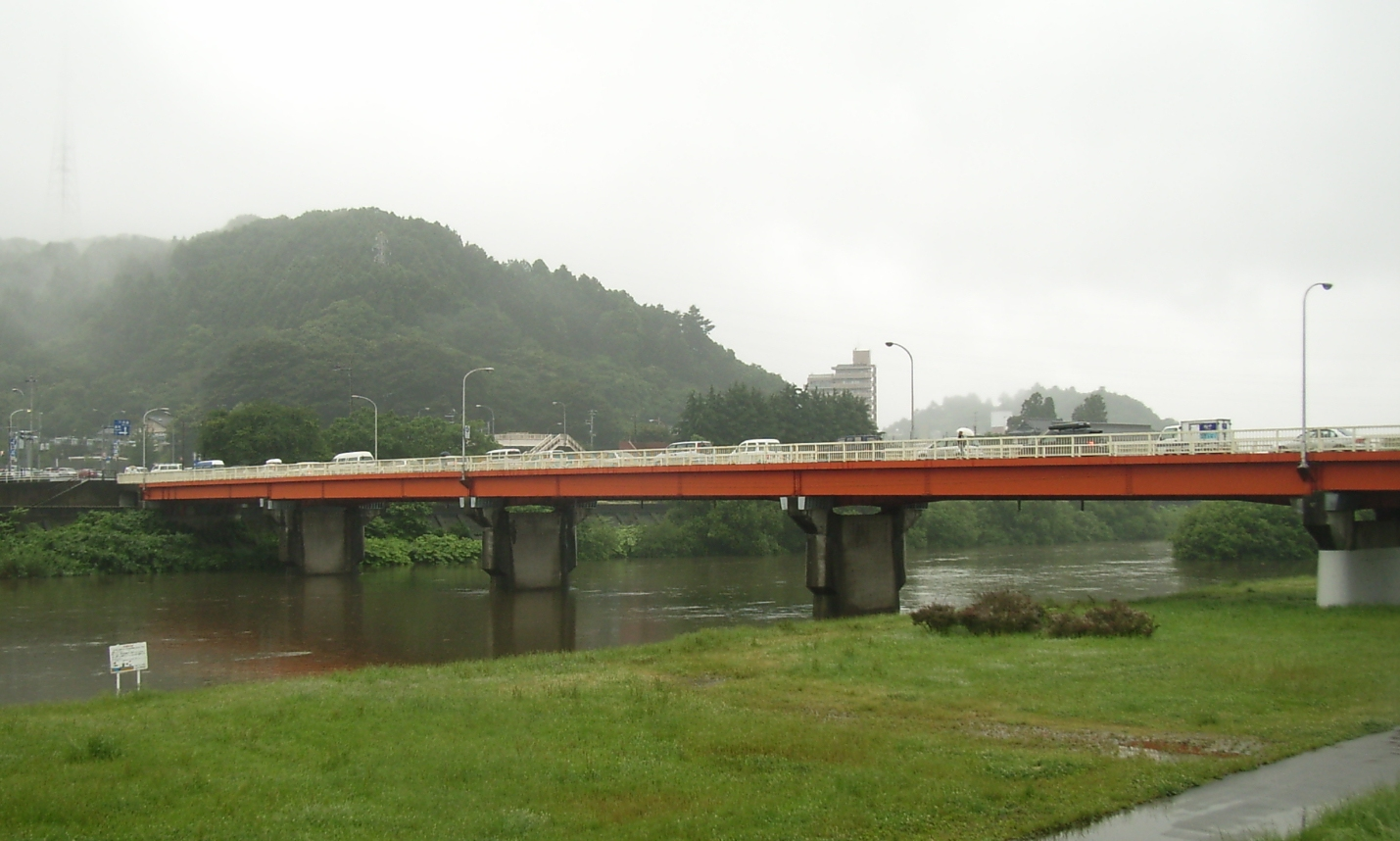
宮沢橋。対岸の山は大年寺山、手前は宮沢緑地（2005年7月）

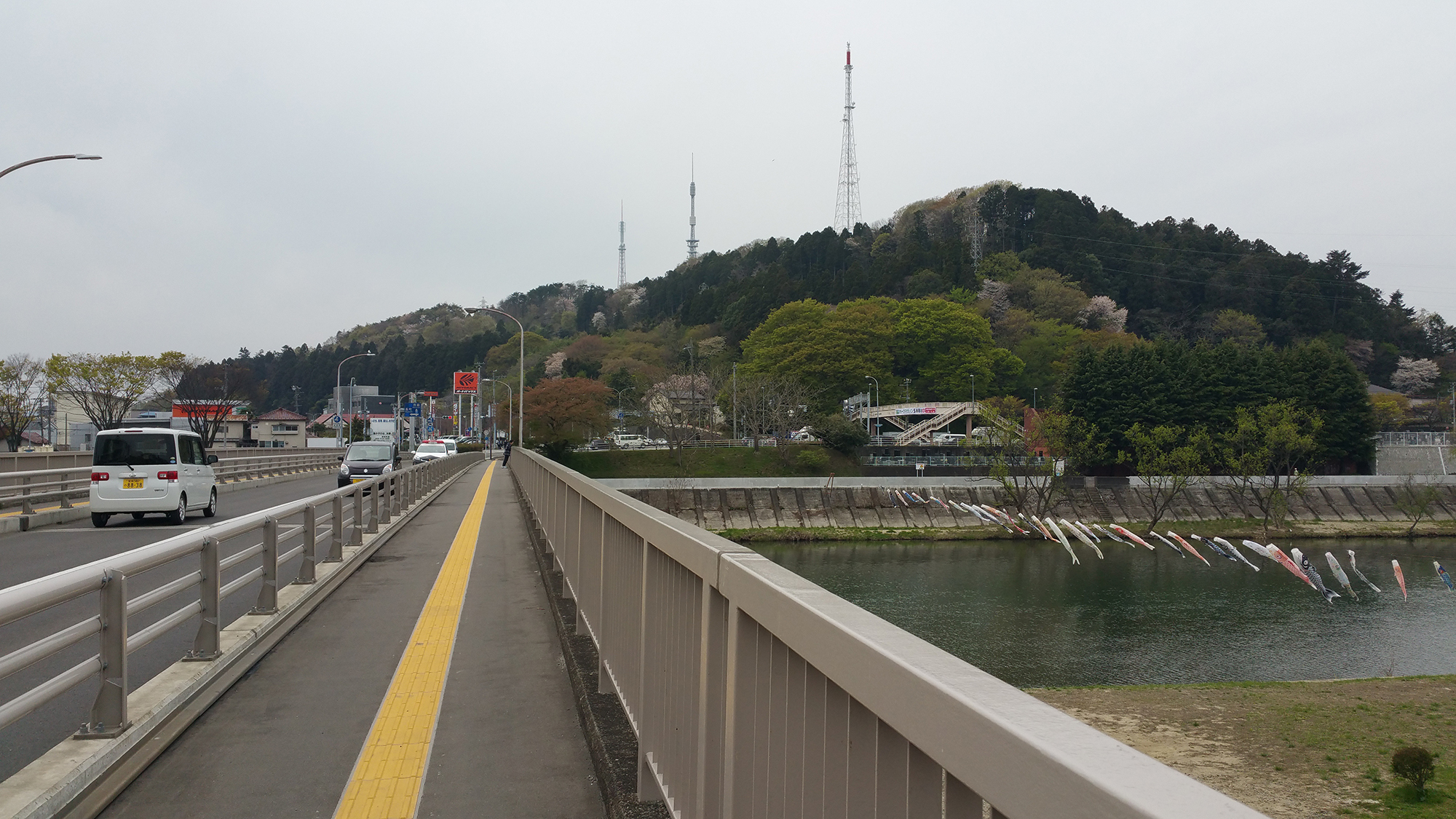
若林区側から太白区方面

宮沢橋（みやざわばし）は、宮城県仙台市の広瀬川に架かる橋。仙台市道宮沢橋線を通す。若林区堰場（どうば）と太白区根岸町を結ぶ。2車線の車道と歩道を持つ。現在の橋は長さ152m。

## 概要
仙台市都心部から南に向かう幹線道路は、旧4号の愛宕上杉通（国道286号）の愛宕大橋か、旧旧4号の広瀬橋（昭和市電通り）かで広瀬川を渡る。2つの橋にはさまれた宮沢橋の意義は副次的なものである。抜け道的な利用があって交通量は多いが、左岸側でも右岸側でも道路接続がぎこちなく、それぞれ取り付きの交差点が左折禁止、右折禁止であり、青信号時間が非常に短く渋滞が頻発する。
橋の右岸（南西側）の交差点付近は、根岸遺跡という古代の集落跡である。
橋の左岸川下にある宮沢緑地では、2006年（平成18年）から毎年5月初めに、川の上に鯉のぼりを付けた縄を差し渡し、「広瀬川で遊ぼう」というイベントを開催している。来場者による鯉の絵付け、ボート乗り、ポニー乗馬体験などがある。2009年からは橋の近くで広瀬川ボートくらぶが貸しボート屋を営業している。8月下旬には夏祭り・花火大会も開催され、宮沢橋を中心に出店が立ち並ぶ。

## 歴史

### 江戸時代の宮沢橋と宮沢渡し
江戸時代の初め、仙台城の城下町が建設されて間もない頃、新たに整備された奥州街道は宮沢渡しの地点で広瀬川を渡っていた。後に橋がかけられたらしく、寛永14年（1637年）に舟町の橋が流されたことが知られる。若林城およびその城下町が建設され、伊達政宗死後に仙台城の城下町と統合される中、河原町も城下になって長町宿との間に長町橋（現在の広瀬橋）が架けられると、宮沢橋のほうでは橋も渡し場も廃止された。
江戸時代の宝暦のころ（1751年 - 1763年）に再び渡し場が設けられたが、文政のころ（1818年 - 1829年）に廃止された。文久2年（1862年）に林藤助が近くの宗禅寺の援助でこの渡しを再開した。明治4年（1871年）に中断したが、2年後の明治6年（1873年）に再開した。渡し賃は江戸時代に3文、明治時代に3厘であった。

### 木橋の宮沢橋
藤助から数えて3代目の渡し守、林八五郎が1882年（明治15年）に木橋を作った。幅約30cm、長さ73mで、増水すると橋の板を取り外す簡素な作りであった。渡し賃は3厘、後に1銭。渡し賃を払わず、橋の真ん中まで走って行き、怒られる前に川に飛び込むのが子供たちの間で流行っていたという。1938年（昭和13年）7月に4代目の林吉次郎が橋を仙台市に寄付した。この橋は1947年（昭和22年）に台風で流された。

### 根岸橋
宮沢橋のあとに、1947年（昭和22年）に宮沢渡架橋期成会が73万円をかけて架け、根岸橋となづけた。名は右岸がもと根岸村であったことによる。長さ89.5m、幅3mの木橋であった。8月12日に完成した橋は、9月15日にカスリーン台風で流された。

### 1955年の宮沢橋
1955年（昭和30年）8月に、工費2400万円をかけて、長さ151.9m、幅6m、コンクリートの橋脚を持つ鋼桁橋が完成した。橋の掛け替えに伴う道路工事で1953年（昭和28年）に付近の崖を崩したところ、横穴墓が一基発見された。宗禅寺横穴墓群の一部で、後に15号墓と名付けられた。橋にはその後補強工事が施され、1974年（昭和49年）に下り側、翌年には上り側に人が通るための橋が設けられた。現在の長さは152m、車道部分の幅は11m。両側の側道橋はそれぞれ幅2.5mある。
橋の付近では、20世紀末まで貸しボート屋が営業していた。その廃業から約20年後に広瀬川ボートくらぶという団体が結成され、2009年（平成21年）8月2日から貸しボートを復活させた。

### 今後の予定
仙台市は2019年度（平成31年度／令和元年度）以降、都市計画道路「南小泉茂庭線」の宮沢橋工区において、同橋の架け替え工事に着手した。現在より約30メートル上流に新たな橋を建設し、太白区側は宮沢橋交差点が十字路になるよう国道286号と結び、若林区側は新設の交差点で国道45号に接続する都市計画道路「宮沢根白石線」と結節される。事業費は約53億8,000万円を見込む。
新たな橋は長さ145.1m、幅25.8m。幅員が2.3倍に広がり、車道は片側2車線に増える。なお、広瀬川の景観に配慮し、現在4本ある橋脚を1本のみとし、河川の見通しを良くする。橋桁の色は今と同じ赤系を踏襲し、住民の意向も踏まえ、茶に近い色合いにする。開通は当初の予定では2024年度（令和6年度）末にあたる2025年（令和7年）3月だったが、諸般の事情により遅れ、2026年（令和8年）末頃以降になる。現在の橋（上述）は、新宮沢橋の完成後に撤去する。